# Guy Scarpetta
Guy Scarpetta est un romancier, essayiste et critique d'art français né en 1946. Il a été maître de conférences à l'université de Reims. Il fut membre de la direction de la revue Art press, dès son origine en 1972 et pendant vingt ans, puis rédacteur en chef de la revue La Règle du jeu de 1990 à 1996. Il a collaboré régulièrement aux pages culturelles du Monde Diplomatique.

## Œuvre

### Romans
- L’Italie, Grasset, 1982.
- La Suite lyrique, Paris, Grasset, 1992. Prix Louis-Barthou de l’Académie française en 1993.
- Une île, Grasset, 1996  (ISBN 9782246493112).
- La Guimard, Paris, Gallimard, 2008.
- Guido, Paris, Gallimard, 2014[1].

### Essais
- Brecht ou le Soldat mort, Paris, coll. « Figures », Grasset, 1979.
- L’Impureté, Grasset, 1985.
- L’Artifice, Grasset, 1988.
- Le Quatorze juillet, Grasset 1989.
- L’Age d’or du roman, Grasset, 1996.
- Pour le plaisir, Gallimard, 1998.
- Kantor au présent, Actes Sud, 2000.
- Variations sur l’érotisme, Descartes & Cie, 2004.
- Raoul Ruiz, le magicien, Les impressions nouvelles éditions, 2015 a obtenu le Prix du meilleur livre français sur le cinéma 2015, décerné par le Syndicat français de la critique de cinéma et des films de télévision.

### Autres
- Scène, coll. « Tel Quel », Éditions du Seuil, 1972
- Jacques Derrida, Positions, entretiens avec Henri Ronse, Julia Kristeva, Jean-Louis Houdebine, Guy Scarpetta, coll. « Critiques », Éditions de Minuit, 1973.
- Il écrit et présente le documentaire Les Résistants du train fantôme (2007), réalisé par Jorge Amat.